# Schindleria brevipinguis
Schindleria brevipinguis – ryba zaliczana do babkowców, żyjąca w wodach Australii, uznawana do niedawna za najmniejszą rybę świata. Gatunek odkryto w 1979 na głębokościach od 15 do 30 m w lagunach Wielkiej Rafy Koralowej, lecz po raz pierwszy został opisany naukowo dopiero w 2004 roku.

## Opis
Dorosłe samice tego gatunku dorastają do 8,4 mm (samce do zaledwie 7 mm), osiągając wagę 1 miligrama. Dorosłe osobniki zachowują wiele cech larwalnych. Ich ciało jest wydłużone, nie zawiera pigmentów i jest przezroczyste.